# 東亜機械工業
東亜機械工業株式会社（とうあ きかいこうぎょう）は、神戸市西区に本社を置く総合プラントメーカー。

## 概要
東亜機械工業株式会社は、粉粒体搬送機器装置および物流自動省力化搬送機器装置などの設計・製作・施工・保守管理を行う企業である。
1964年6月、飼料プラントの製作・メンテナンスを事業目的として設立。その後、粉粒体搬送プラント設備（サイロ、飼料、製粉、製油、製糖、建材等）の設計・製作・施工にも販路を拡げ、その後は物流自動機器や建材関連プラントも手がける。

## 東亜機械工業グループ
- 西日本エンジニアリング株式会社 - 鹿児島県志布志市 志布志町 志布志3224番地4
- 本社工場 - 神戸市西区高塚台3丁目1番21号
- 第2工場 - 神戸市西区高塚台2丁目1-5
- 灘営業所 - 神戸市灘区岩屋北町7丁目2番20号
- 鹿島営業所 - 茨城県鹿嶋市長栖1879番152号
- 名古屋営業所 - 愛知県東海市高横須賀町浅間2番地8
- 水島営業所 - 岡山県倉敷市東塚3丁目23番13号

## 加入団体
- 神戸市機械金属工業会
- 西神機械金属団地協同組合
- 西神工業会
- 兵庫工業会
- 神戸商工会議所
- 日本粉体工業技術協会

## 主要取引銀行
- みずほ銀行 神戸支店
- 商工組合中央金庫 神戸支店
- 三井住友銀行 西神中央支店
- 池田泉州銀行 神戸支店
- 播州信用金庫 明石支店